# Тримання під вартою
Тримання під вартою (попереднє ув'язнення, арешт) є винятковим запобіжним заходом, який полягає в позбавленні волі особи на час досудового розслідування, провадження в суді першої інстанції (зокрема, в перервах між судовими засіданнями), звернення вироку до виконання після його ухвалення (а так само на час апеляційного розгляду справи).

## Застосування
Тримання під вартою застосовується:
1. до особи, яка підозрюється або обвинувачується у вчиненні злочину, за який законом передбачено основне покарання у виді штрафу в розмірі понад три тисячі неоподатковуваних мінімумів доходів громадян, — виключно у разі, якщо прокурором, крім наявності підстав, передбачених нижче, буде доведено, що підозрюваний, обвинувачений не виконав обов'язки, покладені на нього при застосуванні іншого, раніше обраного запобіжного заходу, або не виконав у встановленому порядку вимог щодо внесення коштів як застави та надання документа, що це підтверджує;
2. до раніше судимої особи, яка підозрюється або обвинувачується у вчиненні злочину, за який законом передбачено покарання у виді позбавлення волі на строк до трьох років, виключно у разі, якщо прокурором, крім наявності підстав, передбачених нижче, буде доведено, що, перебуваючи на волі, ця особа переховувалася від органу досудового розслідування чи суду, перешкоджала кримінальному провадженню або їй повідомлено про підозру у вчиненні іншого злочину;
3. до раніше не судимої особи, яка підозрюється чи обвинувачується у вчиненні злочину, за який законом передбачено покарання у виді позбавлення волі на строк до п'яти років, — виключно у разі, якщо прокурором, крім наявності підстав, передбачених снижче, буде доведено, що перебуваючи на волі, ця особа переховувалася від органу досудового розслідування чи суду, перешкоджала кримінальному провадженню або їй повідомлено про підозру у вчиненні іншого злочину;
4. до раніше не судимої особи, яка підозрюється або обвинувачується у вчиненні злочину, за який законом передбачено покарання у виді позбавлення волі на строк понад п'ять років;
5. до раніше судимої особи, яка підозрюється або обвинувачується у вчиненні злочину, за який законом передбачено покарання у виді позбавлення волі на строк понад три роки;
6. до особи, яку розшукують компетентні органи іноземної держави за кримінальне правопорушення, у зв'язку з яким може бути вирішено питання про видачу особи (екстрадицію) такій державі для притягнення до кримінальної відповідальності або виконання вироку, в порядку і на підставах, передбачених розділом ІХ Кримінального процесуального кодексу України (КПК) або міжнародним договором, згода на обов'язковість якого надана Верховною Радою України;
7. до особи, стосовно якої надійшло прохання Міжнародного кримінального суду про тимчасовий арешт або про арешт і передачу, у порядку і на підставах, передбачених розділом IX2 КПК України.

## Мета
Метою попереднього ув'язнення є запобігання можливому ухиленню особи, взятої під варту, від органів досудового
розслідування та суду, перешкоджанню кримінальному провадженню або зайняттю злочинною діяльністю, а також забезпечення виконання
вироку та видачі особи (екстрадиції) або її транзитного перевезення.

## Підстави для застосування
Підставою для попереднього ув'язнення є вмотивоване рішення суду про обрання як запобіжного заходу тримання під вартою або про застосування тимчасового чи екстрадиційного арешту, винесене відповідно до Кримінального і Кримінального процесуального кодексів України, рішення компетентного органу іноземної держави у випадках, передбачених законом, рішення суду про застосування запобіжного заходу у вигляді тримання під вартою на прохання Міжнародного кримінального суду про тимчасовий арешт або про арешт і передачу.

## Строк тримання під вартою
Строк дії ухвали слідчого судді, суду про тримання під вартою або продовження строку тримання під вартою не може перевищувати шістдесяти днів. 

Строк тримання під вартою обчислюється з моменту взяття під варту, а якщо взяттю під варту передувало затримання підозрюваного, обвинуваченого, — з моменту затримання. У строк тримання під вартою включається час перебування особи в медичному закладі під час проведення стаціонарної психіатричної експертизи. У разі повторного взяття під варту особи в тому ж самому кримінальному провадженні строк тримання під вартою обчислюється з урахуванням часу тримання під вартою раніше.

Строк тримання під вартою може бути продовжений слідчим суддею в межах строку досудового розслідування в порядку, передбаченому Кримінальним процесуальним кодексом України. Сукупний строк тримання під вартою підозрюваного, обвинуваченого під час досудового розслідування не повинен перевищувати:

1) шести місяців — у кримінальному провадженні щодо нетяжких злочинів;

2) дванадцяти місяців — у кримінальному провадженні щодо тяжких або особливо тяжких злочинів.

## Тримання

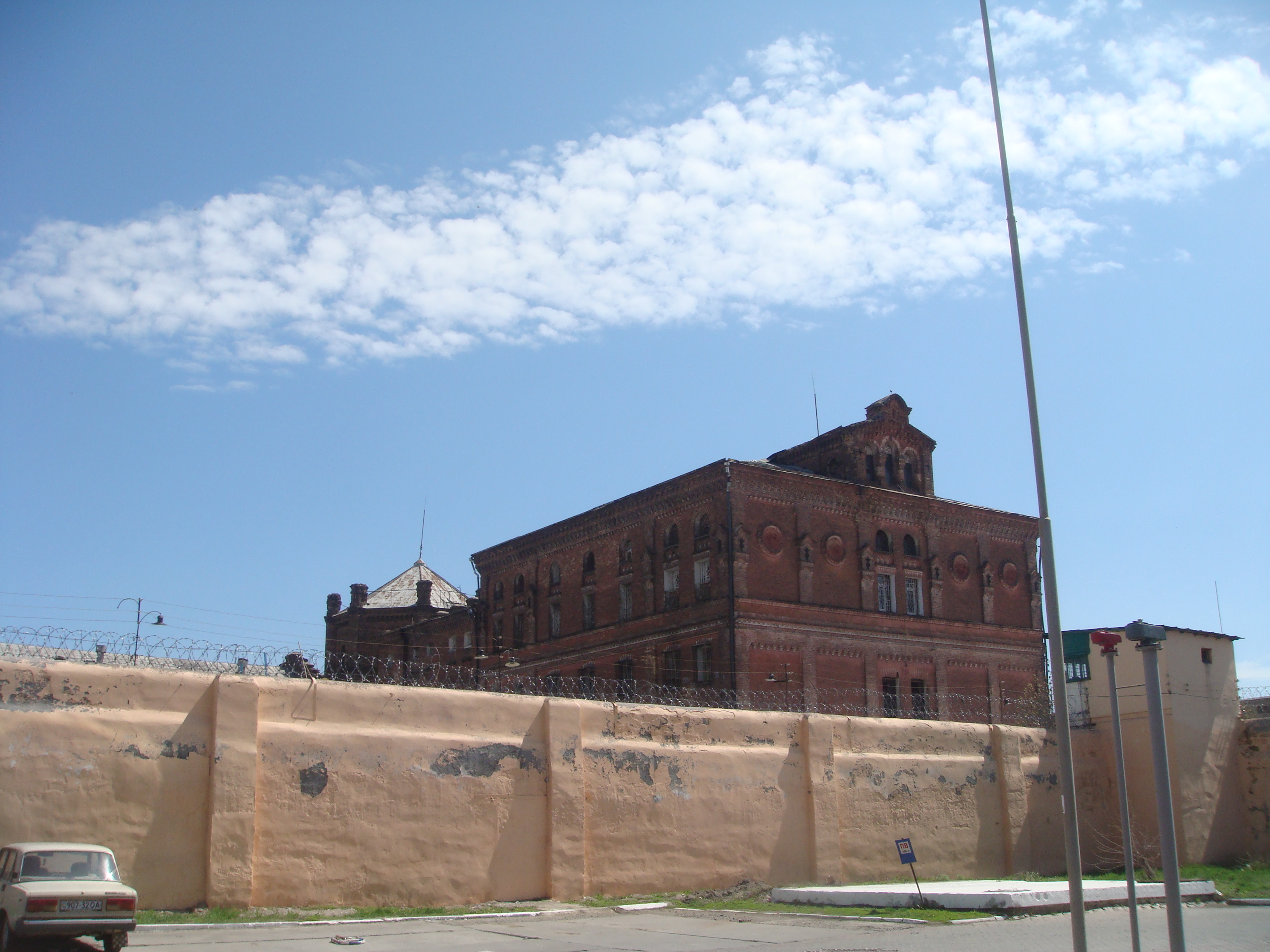
Одеське СІЗО

Установами для тримання осіб, щодо яких як запобіжний захід обрано тримання під вартою або до яких застосовано тимчасовий чи
екстрадиційний арешт, є слідчі ізолятори Державної кримінально-виконавчої служби України, гауптвахти Військової
служби правопорядку у Збройних Силах України. В окремих випадках, що визначаються потребою в проведенні слідчих дій, ці особи можуть
перебувати в ізоляторах тимчасового тримання.
Особи, щодо яких обрано запобіжний захід у виді тримання під вартою, підлягають обшуку, медичному огляду, дактилоскопуванню, фотографуванню; речі, які є при них, передачі та посилки на їх ім'я підлягають огляду, а листи — перегляду. Заарештованим забороняється мати при собі цінні речі та гроші. Основними вимогами до режиму тримання осіб під вартою є нагляд за ними та роздільне тримання.
Взятих під варту осіб тримають у загальних чи маломісних камерах. У виняткових випадках їх можуть тримати в одиночних камерах; але лише для повнолітніх обвинувачених. Тримають окремо:
- чоловіків і жінок;
- неповнолітніх і дорослих;
- співробітників кадрового складу розвідувальних органів України, працівників Державного бюро розслідувань та працівників Національного антикорупційного бюро України, Бюро економічної безпеки України;
- осіб, які вперше притягаються до відповідальності та осіб, які вже відбували кримінальне покарання;
- осіб, які раніше відбували покарання у виді позбавлення волі та осіб, які не відбували це покарання;
- осіб, які обвинувачуються у вчиненні тяжких або особливо тяжких злочинів;
- осіб, які обвинувачуються у злочинах, передбачених статтями 109 — 1142 Кримінального кодексу (проти основ національної безпеки);
- осіб, які раніше працювали в правоохоронних органах (Національна поліція, Військова служба правопорядку у Збройних Силах України, служба безпеки, юстиція, кримінально-виконавча служба України, Національне антикорупційне бюро, Державне бюро розслідувань, Бюро економічної безпеки, суд);
- вже засуджених;
- іноземців та осіб без громадянства;
- осіб, підозрюваних/обвинувачених у таких злочинах: порушення угоди про працю, порушення умов участі у страйку, невиплата пенсії, стипендії, зарплати, порушення авторського права, суміжних прав, патентного права, злочини у сфері господарської діяльності (крім незаконних дій із підробленими грошима, лотерейними білетами, іншими паперами), окремі злочини, пов'язані зі злочинними організаціями та їх діяльністю;
- осіб, засуджених до довічного позбавлення волі;
- обвинувачених або підозрюваних у одному і тому самому кримінальному провадженні за наявності відповідного рішення особи або органу, які здійснюють кримінальне провадження, тримають роздільно.

Порядок розміщення засуджених у місцях лікування встановлюється окремо.

## Права й обов'язки
Заарештовані мають право:
- на захист своїх прав і інтересів;
- знайомитися з правилам тримання під вартою;
- на щоденну прогулянку тривалістю 1 година (для вагітних жінок, жінок із дітьми, неповнолітніх — 2 години);
- одержувати посилки, гроші та передачі;
- купувати предмети першої необхідності та продукти харчування на суму не більше 1 мінімального розміру зарплати на місяць та без обмежень письмове приладдя, газети та книги;
- користуватися власним одягом та взуттям, мати при собі записи стосовно кримінальної справи; користуватися переданими телевізорами, настільними іграми, книгами та газетами;
- виконувати релігійні обряди; мати побачення із священнослужителями (капеланами);
- на 8-годинний сон у нічний час, який не може бути перервано слідчими діями, крім невідкладних випадків;
- жінки можуть мати дітей до 3-х років; молоді заарештовані (14 — 35 років) мають право на отримання соціально-психологічної допомоги;
- звертатися зі скаргами до Європейського суду з прав людини, Міжнародного кримінального суду та інших органів міжнародних організацій.

Засуджені до позбавлення волі та переведені в СІЗО тримаються відповідно до рівня безпеки колонії, де вони відбували покарання у виді позбавлення волі, за Кримінально-виконавчим кодексом України. Перелік заборонених предметів першої необхідності і продуктів харчування визначається центральним органом виконання покарань, Міністерством оборони України.
Заарештовані зобов'язані:
- дотримувати порядку у місці попереднього ув'язнення;
- дотримувати санітарно-гігієнічних правил, мати охайний вигляд, підтримувати чистоту в камері;
- ввічливо ставитися да адміністрації місць попереднього ув'язнення;
- бережливо ставитися до майна.

## Забезпечення заарештованих
Особам, які тримаються під вартою, забезпечуються умови відповідно до норм санітарії та гігієни. Норма площі в камері на одну особу становить не менше 2,5 квадратного метра, а на вагітну жінку, або жінки, що має при собі дитину — не менше 4,5 квадратного метра. Заарештованим надається харчування, спальне місце, інші речі матеріально-побутового забезпечення.
В місцях попереднього ув'язнення організовується медичне обслуговування, лікувально-профілактична та протиепідемічна робота відповідно до законодавства про охорону здоров'я.

## Побачення
Побачення з родичами або іншими особами може надавати взятим під варту адміністрація місця попереднього ув'язнення лише з письмового дозволу слідчого або суду, які здійснюють кримінальне провадження, не менше трьох разів на місяць. Тривалість побачення
встановлюється від однієї до чотирьох годин.

Іноземним громадянам, взятим під варту, побачення з представниками посольств і консульств відповідних держав надається за погодженням з Міністерством закордонних справ України і з письмового дозволу слідчого або суду, які здійснюють кримінальне
провадження.

Особам, до яких застосовано тимчасовий чи екстрадиційний арешт, побачення з родичами або іншими особами надається адміністрацією місця попереднього ув'язнення на підставі письмового дозволу органу, що проводить екстрадиційну перевірку.
Особам, до яких застосовано тимчасовий чи екстрадиційний арешт, побачення із співробітниками Управління Верховного Комісара
Організації Об'єднаних Націй у справах біженців надається адміністрацією місця попереднього ув'язнення без обмеження
кількості таких побачень та їх тривалості згідно з Угодою між Управлінням Верховного Комісара Організації Об'єднаних Націй у
справах біженців та Урядом України. Побачення з захисником надаються без жодних обмежень.

Побачення осіб, до яких застосовано тимчасовий чи екстрадиційний арешт, зі співробітниками Управління Верховного Комісара Організації Об'єднаних Націй у справах біженців проводяться в умовах, що забезпечують їх конфіденційність. Особа, взята під варту, має право на побачення з захисником наодинці, без обмеження кількості побачень та їх тривалості, у вільний від виконання слідчих дій час.
Безперешкодно, без обмеження кількості і тривалості, надаються побачення представникам Міжнародного Комітету Червоного Хреста з особами, узятим під варту, у випадках та відповідно до умов Женевських конвенцій 1949 року про захист жертв війни. Також гарантуються конфіденційні побачення із захисником, адвокатом чи іншою особою, яка надає правову допомогу, а також побачення із священнослужителями (капеланами). 

## Листи та скарги
Особи, взяті під варту, можуть листуватися з родичами та іншими громадянами, а також підприємствами, установами, організаціями з письмового дозволу особи або органу, які здійснюють кримінальне провадження. Після набрання вироком
законної сили листування здійснюється відповідно до закону.
Скарги на дії особи, яка проводить дізнання, або слідчого надсилаються прокурору, а скарги на дії прокурора — прокуророві вищої інстанції не пізніше трьох діб. Оскарження вироку суду надсилається протягом 24 годин з часу подання до апеляційного суду.
Заяви осіб з питань оскарження в судовому порядку рішень, дій чи бездіяльності слідчого або прокурора, а також оскарження ухвал
слідчого судді про обрання запобіжного заходу у виді тримання під вартою або продовження строків тримання під вартою, або про
застосування тимчасового чи екстрадиційного арешту надсилаються адміністрацією місця попереднього ув'язнення до визначеного
законом суду протягом доби з часу їх подання.
Кореспонденція, яку взяті під варту особи адресують Європейському суду з прав людини, Міжнародному кримінальному суду, іншим міжнародним організаціям або своєму захиснику у справі, а також кореспонденція у відповідь перегляду не підлягає.

## Заходи заохочення і стягнення
До осіб під вартою в разі їх зразкової поведінки можуть застосовуватися такі заходи заохочення:
- огошення подяки;
- дострокове зняття раніше накладеного стягнення;
- збільшення тривалості прогулянки на одну годину;
- дозвіл на додаткове придбання предметів першої необхідності і продуктів харчування в межах 25 % від одного мінімального розміру заробітної плати;
- дозвіл на одержання однієї передачі або посилки;
- премія

До порушників режиму застосовуються такі заходи стягнення:
- попередження або догана;
- позачергове залучення до прибирання приміщення;
- поміщення до карцеру на десять, а неповнолітніх — на п'ять діб

Вагітні жінки та жінки з дітьми не можуть бути поміщені до карцеру. Стягнення може бути накладено не пізніше десяти діб з моменту виявлення проступку, а якщо у зв'язку з ним проводилася перевірка, то з дня її завершення, але не пізніше півроку з дня виявлення. Виконується накладене стягнення негайно або протягом місяця.

## Праця заарештованих
Взяті під варту особи за їх згодою та за дозволом органу досудового розслідування або суду можуть залучатися до праці на території місця попереднього ув'язнення. Праця таких осіб оплачується на загальних підставах із деякими відрахуваннями за виконавчими документами. Прибутки, одержані з праці ув'язнених, не оподатковуються, а використовуються для упорядкування місця арешту та покращених умов тримання. Безоплатно заарештовані можуть працювати лише на роботах, пов'язаних зі створенням належних санітарно-побутових умов і впорядкуванням місця арешту; до таких робіт особи під вартою залучаються почергово та не більше двох годин на день.

## Матеріальна відповідальність
Заарештовані несуть матеріальну відповідальність за будь-яку шкоду, заподіяну під час перебування в місцях попереднього ув'язнення. Збитки відшкодовуються з коштів, узятих з особистого рахунку особи. Не відшкодовані особою збитки стягуються:
- в разі засудження до позбавлення волі — з грошей, які надійшли на особовий рахунок за працю у місцях позбавлення волі;
- в разі засудження до інших видів покарань, скасування чи зміни запобіжних заходів — на загальних підставах цивільного законодавства.

## Підстави та порядок звільнення заарештованих осіб
Підставами для звільнення осіб, щодо яких обрано запобіжний захід у виді тримання під вартою, є:
- скасування запобіжного заходу;

- зміна запобіжного заходу;

- про застосування запобіжного заходу у вигляді тримання під вартою;

- закінчення строку дії ухвали слідчого судді, суду про тримання під вартою або закінчення передбаченого законом строку тримання під вартою як запобіжного заходу, якщо цей строк не продовжено в установленому законом порядку;

- закінчення максимального строку тимчасового або екстрадиційного арешту, передбаченого Кримінальним процесуальним кодексом України;

- припинення (скасування) тимчасового або екстрадиційного арешту;

- звільнення особи з-під екстрадиційного арешту судом.

Начальник установи попереднього ув'язнення, звільнивши особу, надсилає повідомлення особі чи органу, які здійснюють кримінальне провадження, та відповідному прокурору, який здійснює нагляд за додержанням законів при проведенні досудового розслідування.

## Заходи піклування
Якщо заарештована особа має неповнолітніх дітей, які залишаються без нагляду, слідчий повинен негайно внести подання до служби у справах дітей для вжиття заходів до передачі цих неповнолітніх на піклування родичів чи влаштувати їх у дитячі установи, повідомляючи про це прокурора та заарештовану особу.
Якщо при ув'язненні підозрюваного/обвинуваченого його майно чи житло залишаються без нагляду, слідчий повинен вжити заходів до охорони цього майна чи житла.
Особа, щодо якої застосуваний запобіжний захід у вигляді тримання під вартою, має право на негайне повідомлення членів сім’ї, близьких родичів чи інших осіб про це.

## Гарантії за Конвенцією про захист прав людини і основоположних свобод
Стаття 5 Конвенції про захист прав людини і основоположних свобод гарантує свободу та особисту недоторканність. Це не означає, що тримання під вартою завжди тягне за собою порушення статті 5 Конвенції, однак у деяких випадках порушення можуть бути встановлені. 

## Визначення розміру застави
Слідчий суддя, суд при постановленні ухвали про застосування запобіжного заходу у вигляді тримання під вартою зобов'язаний визначити розмір застави, крім окремих випадків.